# Escola de Alguerés Pascual Scanu

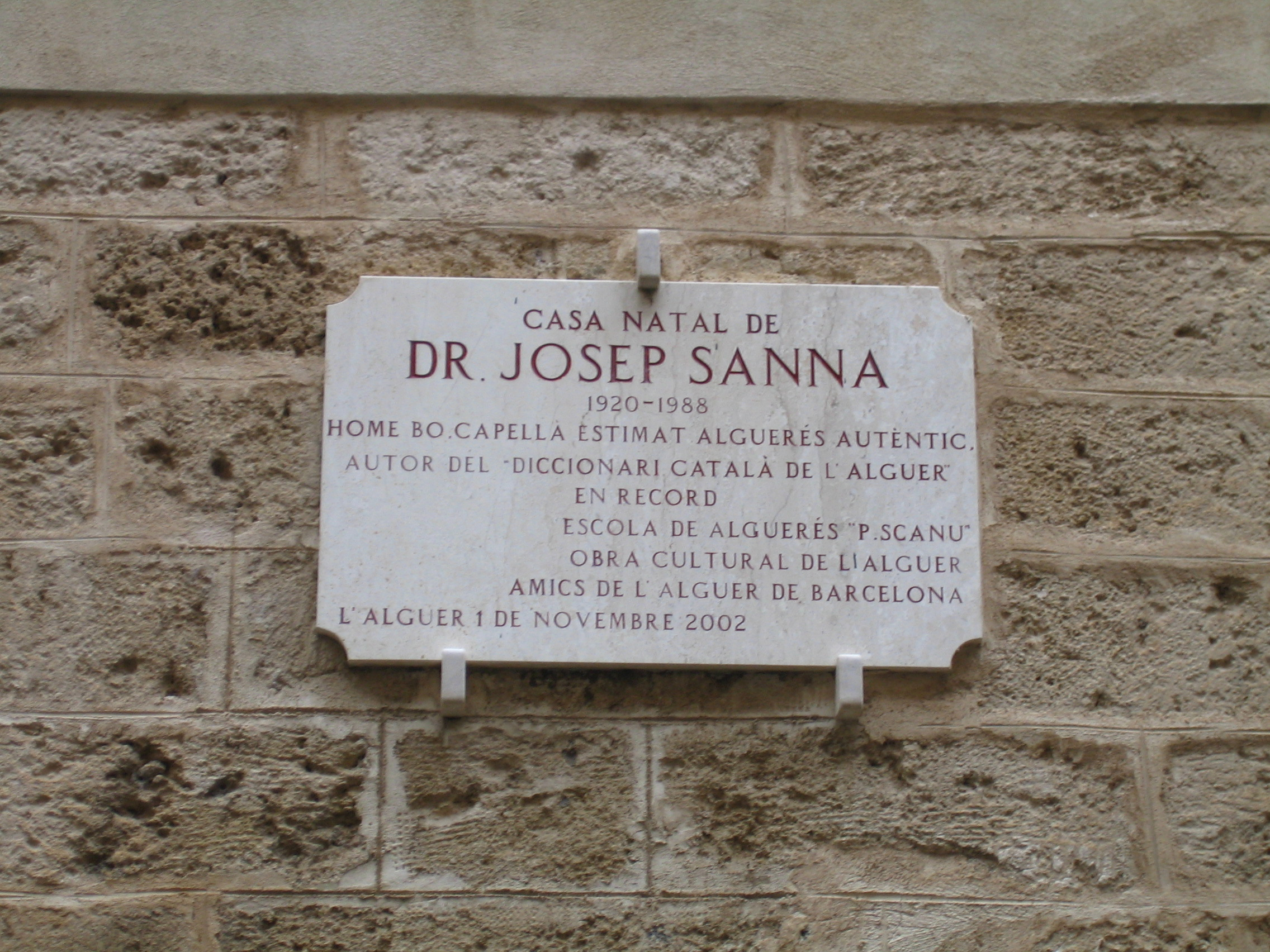
Placa en honor de Josep Sanna.

Escola de Alguerés Pascual Scanu és una escola fundada a l'Alguer el 1982 per Josep Sanna i Pasqual Mel·lai per tal d'ensenyar el català alguerés a les joves generacions. S'hi fan classes de llengua, literatura i història, totes gratuïtes. L'ensenyament es fa en la variant algueresa del català, en comptes de l'estàndard, per tal de recuperar un tresor lèxic i morfològic propi que s'anava perdent. L'escola col·labora amb altres entitats culturals alguereses, com l'Obra Cultural de l'Alguer.
El mossèn Antoni Nughes, que s'encarregava de la revista L'Alguer i de les misses en català, va ser el seu director fins a la seva mort el 4 de maig de 2018.
El nom de l'escola fa honor a l'escriptor i lingüista alguerès Pasqual Scanu que va treballar activament per la catalanitat de l'Alguer.